# Metenolon

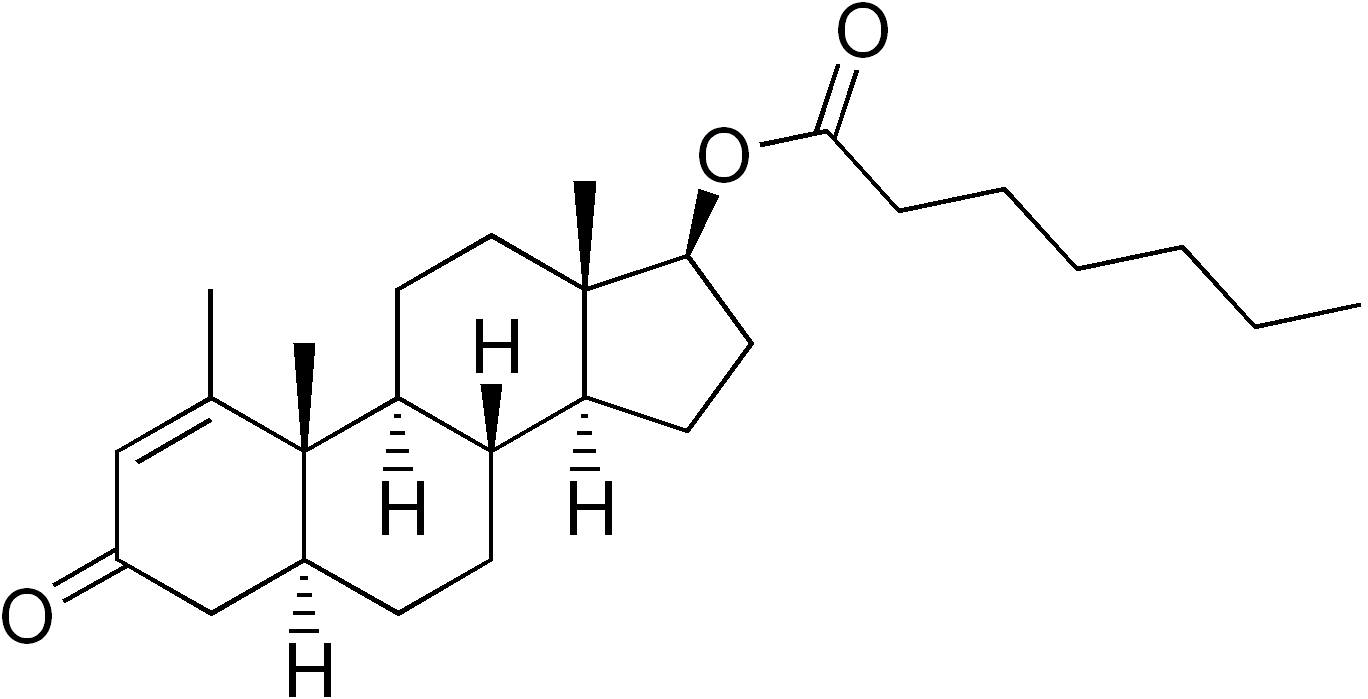
Kemisk struktur.

Metenolon, mer känd under varumärkesnamnet Primobolan eller bara Primo, är en androgen och anabol steroid. Metenolon upptäcktes först 1960 och började tillverkas 1962 av Squibb Company. Preparatet är godkänt för medicinsk behandling av anemi i flera länder. Det har också använts för att behandla benmärgssjukdomar, kakeksi och komplikationer av långvarig näringsbrist. I Sverige avregistrerades det dock som läkemedel år 1981. Metenolon finns tillgängligt i estrarna acetat och enantat. Metenolonacetat intas peroralt medan Metenolonenantat administreras via intramuskulär injektion. 
Ämnet är dopingklassat av World Anti-Doping Agency (WADA) och olagligt i Sverige under dopinglagen då det aromatiserar till testosteron. Metenolon anses dock vara en relativt mild anabol androgen steroid med låg androgen aktivitet och därmed få bieffekter. Den är därför populär som dopingpreparat bland kroppsbyggare.